# ورم غدي درقي
الورم الغدي الدرقي هو ورم حميد في الغدة الدرقية، قد يكون غير وظيفي أو وظيفي (يعمل بشكل مستقل) كورم غدي سام.

## الأعراض والعلامات
قد يكون الورم الغدي الدرقي صامتاً سريرياً (ورم غدي "بارد")، أو قد يكون ورماً وظيفياً يُنتِج هرمونات الغدة الدرقية بشكل مفرط (ورم غدي "دافئ" أو "حار"). في هذه الحالة، قد يؤدي ذلك إلى فرط نشاط درقي عَرَضي، وقد يشار إليه بورم غدي درقي سام.

## التشخيص

### شكله وبنيته
يتراوح قطر الورم الغدي الجريبي الدرقي من 3 سم وسطياً، ولكن أحياناً أكبر (حتى 10 سم) أو أصغر. الورم الغدي الدرقي النموذجي عبارة عن آفة وحيدة كروية الشكل ومُمَحفظة ومُحددَة بشكل جيد عن النسيج البرانشيمي المحيط بها. يتراوح لونها من الرمادي مائل للأبيض إلى البني المحمر، اعتماداً على:
1. خلوية الورم الغدي
2. محتواه الغرواني

تعتبر مناطق النزف والتليف والتكلس والتغيرات الكيسية، مشابهة لما يوجد في تضخم الغدة الدرقية متعدد العقيدات، شائعة في الأورام الغدية الدرقية (الجريبية)، خاصة في الآفات الأكبر حجماً.

### الأنواع
تقريباً جميع الأورام الغدية الدرقية هي أورام غدية جريبية. يمكن وصف الأورام الغدية الجريبية بأنها "باردة" أو "دافئة" أو "حارة" اعتماداً على وظيفتها. من الناحية النسيجية، يمكن تصنيف الأورام الغدية الجريبية وفقاً لبنيتها الخلوية والكميات النسبية للخلايا والغراء إلى الأنواع التالية:
- الجنينية (صغير الجريبات): لها القدرة على الغزو المجهري. تتكون من جريبات صغيرة متراصة ومبطنة بالظهارة.
- الغروانية (كبير الجريبات):لا يوجد احتمال للغزو المجهري.[4]
- مضغية (غير نموذجية): لها القدرة على الغزو المجهري.[4]
- ورم غدي لخلايا هرتل ( ورم الخلايا المحبة للحمض أو الخلايا المنتبجة): له القدرة على الغزو المجهري.[4]
- ورم غدي ترابيقي شفاف.[5]

الأورام الغدية الحليمية نادرة جداً.

### التشخيص التفريقي

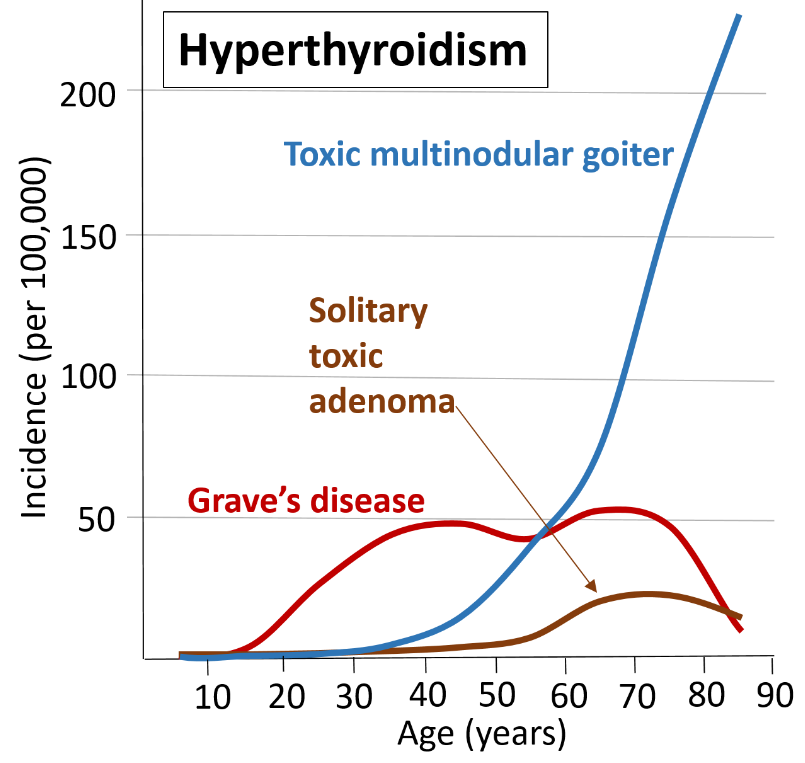
الأسباب الأكثر شيوعاً لفرط نشاط الغدة الدرقية حسب العمر.

يتميز الورم الغدي الدرقي عن تضخم الغدة الدرقية متعدد العقيدات أنه وحيد عادةً، وهو ورم ناتج عن طفرة وراثية في خلية أرومية واحدة. بالمقابل، يُعتقد عادةً أن تضخم الغدة الدرقية متعدد العقيدات ينتج عن فرط تنسج للغدة الدرقية بأكملها استجابة لمحفز ما، مثل نقص اليود.
قد يكون الفحص النسيجي الدقيق ضرورياً للتمييز بين الورم الغدي الدرقي وسرطان الغدة الدرقية الجريبي قليل الغزو.

## العلاج
يمكن علاج معظم المرضى المصابين بالأورام الغدية الدرقية عن طريق الانتظار اليقظ (بدون استئصال جراحي) مع المراقبة المنتظمة. ومع ذلك، لا يزال بعض المرضى يختارون إجراء الجراحة بعد أن يتم إعلامهم بكامل المخاطر. تعتمد المراقبة المنتظمة بشكل أساسي على مراقبة التغيرات في حجم العقيدة والأعراض، وإعادة التصوير بالموجات فوق الصوتية أو رشافة الإبرة الدقيقة إذا حدث نمو للعقيدة. بالنسبة للمرضى المصابين بالأورام الغدية الدرقية الحميدة، فإن استئصال فص درقي مع استئصال البرزخ هو العلاج الجراحي الكافي. ويعتبر هذا الإجراء مناسباً أيضاً للمرضى الذين يعانون من سرطان الغدة الدرقية قليل الغزو. عندما لا يظهر الفحص النسيجي أي علامات للخباثة، فلا داعي لمزيد من التداخل. ينبغي لهؤلاء المرضى الاستمرار في متابعة وظائف الدرق لديهم بانتظام.